# Saint Mary (Jersey)
Saint Mary (Jèrriais: Sainte Mathie) ist eine der zwölf Gemeinden (Parishes) auf der Kanalinsel Jersey. Sie liegt im Nordwesten und hat eine Landfläche von 3643 vergées (7 km², 5 % der Landfläche von Jersey)
Saint Mary grenzt an vier andere Gemeinden: Saint Ouen, Saint John, Saint Peter und Saint Lawrence. Die Pfarrei und ihre gleichnamige Kirche leiten ihren Namen von einem mittelalterlichen Kloster ab, das vermutlich während Wikinger-Invasionen (8. und 10. Jahrhundert) vernichtet wurde. 1042 gab Herzog Wilhelm „Saint Mary of the Burnt Monastery“ der Abtei von Cerisy.

## Geographie

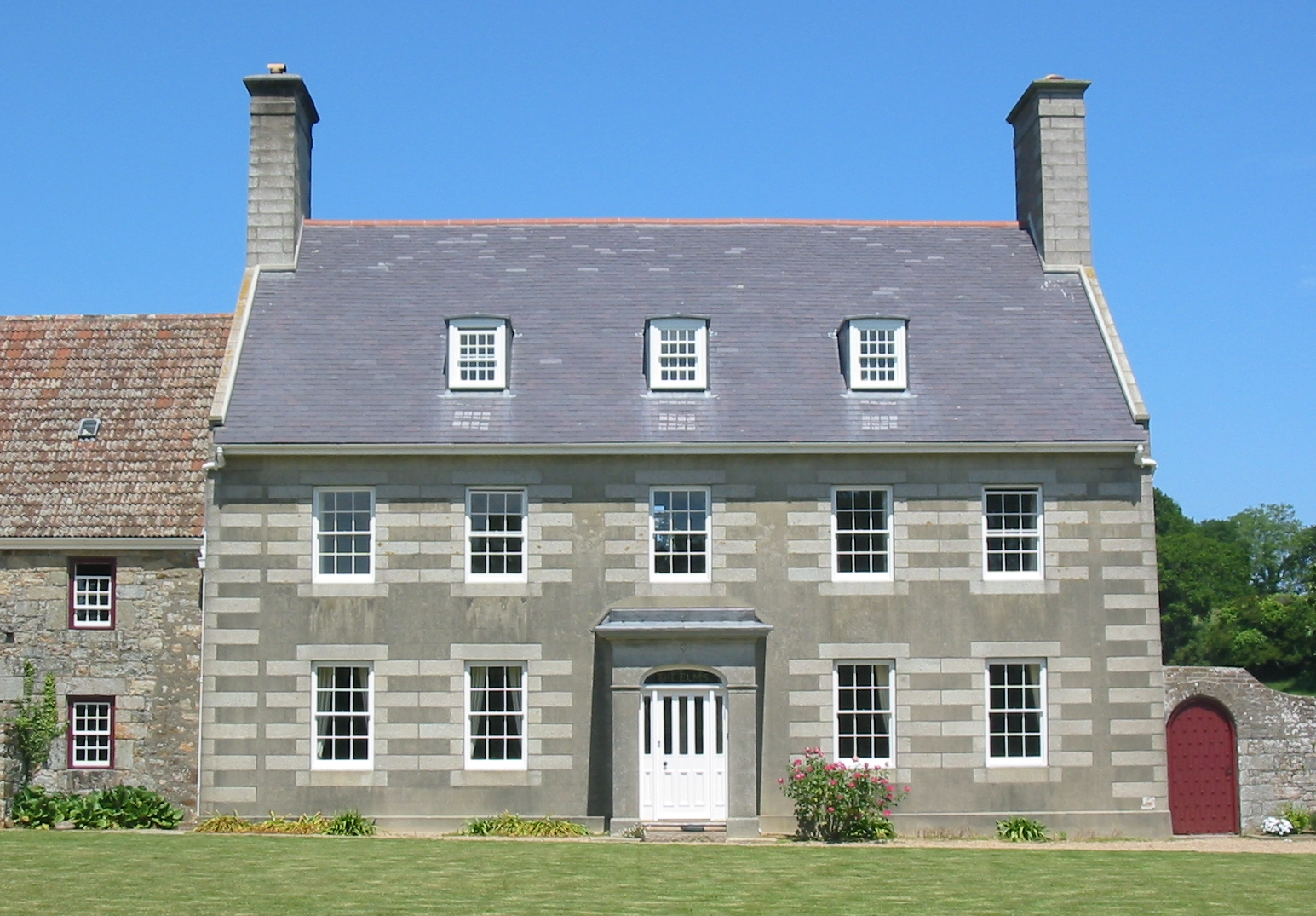
Das Elms, erbaut um 1740, ist derzeit der Sitz des National Trust for Jersey.

Zu den natürlichen Sehenswürdigkeiten der Gemeinde zählt das Devil’s Hole (dt.: „Teufelsloch“), auch als Le Creux du vis oder Spiral Cave bekannt, ein Blowhole in den Klippen der Küste. Vom Parkplatz oberhalb der Klippen führt ein steiler Fußweg abwärts zu zwei Aussichtsplattformen, die Ausblicke auf das kraterähnliche Loch und den Höhleneingang ermöglichen. Die Höhle selbst ist nicht zugänglich.
An der Grenze zu Saint John liegt das Mourier-Tal, dessen Wasserlauf einst mehrere Mühlen antrieb.
La Grève de Lecq liegt an der Grenze zwischen Saint Mary und Saint Ouen. In dem Weiler gibt es neben Armeebaracken aus napoleonischer Zeit eine nach dem Zweiten Weltkrieg in einen Pub umgewandelte mittelalterliche Wassermühle, deren Wasserrad bis heute erhalten ist. Auf der östlichen Seite der Bucht liegt Le Castel de Lecq, ein möglicherweise eisenzeitliches Erdwerk.
Auf dem Gemeindegebiet befindet sich ein Schießstand, auf dem das auf Jersey populäre Schießen mit Pistolen und Rifles geübt werden kann.
Der Untergrund der Gemeinde besteht aus grobkörnigem Granit („Saint Mary’s granite“), der während des Paläozoikums vor etwa 480 Millionen Jahren gebildet wurde. Dieser Granit wurde früher als Baumaterial für Häuser und Gebäude abgebaut.

## Vingtaines
Die Gemeinde ist in Vingtaines für administrative Zwecke eingeteilt:
- La Vingtaine du Sud
- La Vingtaine du Nord

Die Gemeinde bildet einen Wahlbezirk und wählt einen Abgeordneten (Deputy) für das Inselparlament.
Alle Gemeinden von Jersey, demzufolge auch Saint Mary, haben eine Ehrenpolizei aus freiwilligen Mitgliedern, die, polizeiähnlich organisiert, bestimmte Rechte besitzen.

## Demographie
Saint Mary ist mit 1752 Einwohnern (Stand 2011) die gemessen an der Bevölkerung kleinste Gemeinde Jerseys.
Historische Populationen:
- 1991: 1449
- 1996: 1475
- 2001: 1591
- 2011: 1752

## Gemeindepartnerschaften
- Longues-sur-Mer (Département Calvados), Frankreich, seit 1985[8]

## Sehenswürdigkeiten
Das Devil’s Hole dt. Teufelsloch, ist eine Art Blowhole-Einsturzkrater oder Erdfall in der Klippe bei Saint Mary.